# ماسائو اورینو
ماسائو اورینو (انگلیسی: Masao Urino؛ زادهٔ ۲۲ فوریهٔ ۱۹۵۱) کارگردان فیلم، ترانه‌سرا، ترانه‌پرداز، و فیلم‌نامه‌نویس اهل ژاپن است.